# Cour d'appel de Cayenne
La cour d'appel de Cayenne connaît d'affaires venant de juridictions de son ressort, qui correspond au département de la Guyane.

## Histoire
Il y avait une cour d'appel à Cayenne avant la départementalisation.
En septembre 2010 le juge David Sénat est chargé d'une mission de préfiguration de la Cour d'appel de Cayenne ,.
Jusqu'en 2011, la Guyane relevait, sur le plan judiciaire, de la cour d'appel de Fort-de-France. Il existait toutefois une chambre détachée de la cour de Fort-de-France à Cayenne, afin de faciliter l'accès des justiciables à la juridiction. La cour d'appel de Cayenne a été instituée par deux décrets du 14 décembre 2011. La cour commence son activité le 1er janvier 2012.
En septembre 2022, Marie-Laure Piazza demande la création d'une juridiction interrégionale spécialisée et davantage de magistrats fonctionnaires formés par l'université de Guyane à l'occasion de la visite du ministre de la justice.

## Tribunaux du ressort
| -      | 1 tribunal de grande instance | 1 tribunal d'instance | 1 conseil de prud'hommes | 1 tribunal mixte de commerce |
| ------ | ----------------------------- | --------------------- | ------------------------ | ---------------------------- |
| Guyane | - Cayenne                     | - Cayenne             | - Cayenne                | - Cayenne                    |